# Blascosancho
Blascosancho – gmina w Hiszpanii, w prowincji Ávila, w Kastylii i León, o powierzchni 22,95 km². W 2011 roku gmina liczyła 102 mieszkańców.